# Francisco Ponzán Vidal
Pour les articles homonymes, voir François Vidal et Vidal.
Francisco Ponzán Vidal, également connu sous le nom de François Vidal, né le 30 mars 1911, à Oviedo, et mort fusillé le 17 août 1944, à Buzet-sur-Tarn, est un militant anarcho-syndicaliste espagnol, combattant anti-franquiste et résistant.

## Jeunesse anarcho-syndicaliste
Il passe son enfance à Huesca puis fait des études à l'École Normale. Influencé par le militant anarchiste et professeur Ramón Acín Aquilué, il s'affilie à la Confédération nationale du travail et collabore à la presse libertaire.
Son militantisme lui vaut d'être arrêté et emprisonné à plusieurs reprises durant les années 1932 et 1933.
En avril 1936, il entame une tournée de conférences à travers l'Espagne. Il est à Huesca lorsque survient le soulèvement franquiste. Il met alors tout en œuvre pour organiser une contre-offensive. Le 6 octobre 1936, à Bujaraloz, il participe à la création du « Conseil d'Aragon » dans lequel il s'occupe du ravitaillement, puis de l'information.
À la suite de l’offensive des troupes staliniennes de Enrique Líster contre les collectivités libertaires d’Aragon au printemps 1937, il rejoint la « Colonne Rouge et Noire » où il organise le groupe « Los Libertadores » chargé de missions d’espionnage et de sabotage dans les territoires contrôlés par les nationalistes.

## Résistance française
Début 1939, après la déroute du camp républicain, il se réfugie en France où il est interné dans le camp d'internement du Vernet d'Ariège.
Il s'en évade et commence à organiser des groupes anti-franquistes qui participent à des actions de guérilla en Espagne, comme la libération de Manuel Lozano Guillén et Bernabé Argüelles emprisonnés à Huesca.
Blessé en mai 1940, à Boltaña, il retourne en France quelques mois plus tard, où en pleine occupation allemande, il organise le réseau d’évasion du groupe Ponzán, composé exclusivement de libertaires espagnols, qui, en liaison avec le groupe Pat O'Leary, se chargent d'organiser l'évasion de nombreux antifascistes.
Arrêté en 1943, il est emprisonné à Toulouse. En août 1944, lors de la libération de la ville, il est emmené par les nazis en fuite, avec un groupe d'une vingtaine de prisonniers. Ceux-ci seront fusillés et leurs corps brûlés à Buzet-sur-Tarn.

## Famille
Il est le frère de Pilar Ponzán, également résistante, dont les cahiers sont conservés au Musée départemental de la Résistance de Toulouse.

## Citation
« Ce n’est pas la patrie française qui est en danger, ni la liberté de la France qui est en jeu, c’est la Liberté, la culture et la paix mondiale. »
Francisco Ponzán Vidal, dit « François Vidal »

## Commémoration

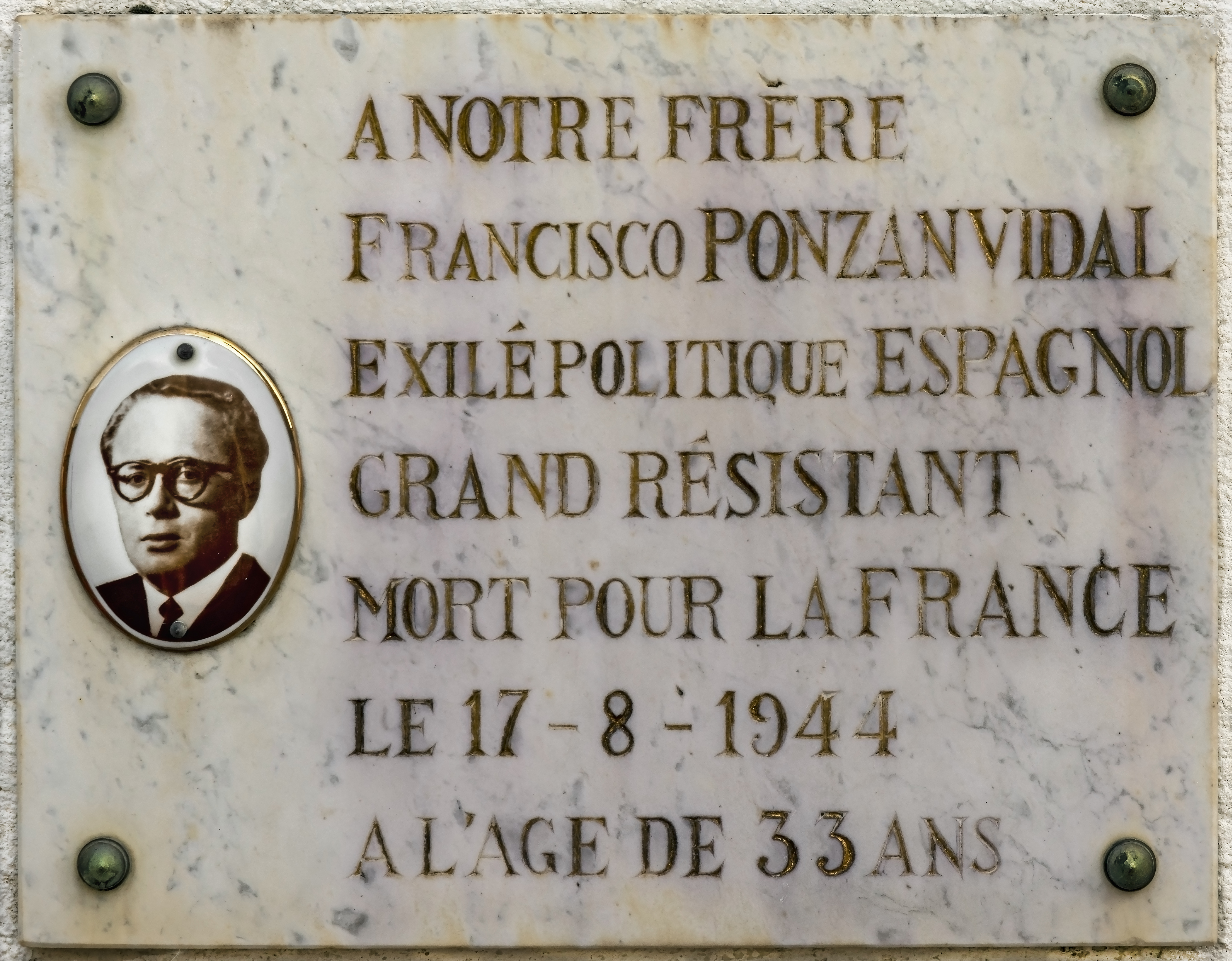
Plaque en hommage à Francisco Ponzán, au mémorial de Buzet-sur-Tarn en France.

Pour ses activités dans la Résistance française, Francisco Ponzán Vidal a été décoré par les gouvernements américain, belge, français et anglais. Une stèle a été dressée à sa mémoire, à Toulouse, dans le Jardin Compans Caffarelli.